# Деребанови
Деребан или Деребанови е голям, стар стружки род майстори на ковано желязо. Гьоре, Игно, Митре, Петруш и Александър Деребан, работили в края на XIX и началото на XX век са известни с филигранните изработки на пафти, брошки и прочее. От рода Деребанови е и Яким Деребанов, главен български учител в Дебър и в Струга в края на XIX и началото на XX век, съосновател заедно с Антон Кецкаров и други на просветно-революционното дружество „Свети Климент“ в Охрид.
През 1923 година Евсевия Деребанова, Иван Деребанов и Стефан Деребанов са дейци на Стружкото благотворително братство.
При разгрома на Югославия през април 1941 година Владимир, Владислав и Славе Деребанови влизат в основания в Струга Български акционен комитет. Ромео Деребан е градоначалник на Струга между 2000 и 2005 г., известен със съпротивата срещу новия закон за общините в Северна Македония и опита си да превърне Струга в независима република. Наум Деребан е юрист, а наследник на куюмджийския занаят е известният майстор Вангел Деребан (1920 – 2013).
Василка (Царева) Сотирова Деребанова (родена в 1880 година в Струга) се жени за Иван Хаджиниколов – книжар и революционер, на 9 октомври 1905 година в София.